# Arabis axilliflora
Arabis axilliflora là một loài thực vật có hoa trong họ Cải. Loài này được (Jafri) H.Hara mô tả khoa học đầu tiên năm 1972.